# David Hay
David Hay (23 de febrero de 1962) es un deportista británico que compitió por Escocia en curling.
Ganó cinco medallas en el Campeonato Mundial de Curling entre los años 1988 y 1996, y siete medallas en el Campeonato Europeo de Curling entre los años 1981 y 2006.

## Palmarés internacional
| Representando a Escocia |                     |                   |        |
| Campeonato Mundial      |                     |                   |        |
| Año                     | Lugar               | Medalla           | Prueba |
| 1988                    | Lausana (Suiza)     | Medalla de bronce | Equipo |
| 1990                    | Västerås (Suecia)   | Medalla de plata  | Equipo |
| 1991                    | Winnipeg (Canadá)   | Medalla de oro    | Equipo |
| 1993                    | Ginebra (Suiza)     | Medalla de plata  | Equipo |
| 1996                    | Hamilton (Canadá)   | Medalla de plata  | Equipo |
| Campeonato Europeo      |                     |                   |        |
| Año                     | Lugar               | Medalla           | Prueba |
| 1981                    | Grindelwald (Suiza) | Medalla de oro    | Equipo |
| 1983                    | Västerås (Suecia)   | Medalla de bronce | Equipo |
| 1988                    | Perth (Reino Unido) | Medalla de oro    | Equipo |
| 1991                    | Chamonix (Francia)  | Medalla de plata  | Equipo |
| 1992                    | Perth (Reino Unido) | Medalla de bronce | Equipo |
| 1998                    | Flims (Suiza)       | Medalla de plata  | Equipo |
| 2006                    | Basilea (Suiza)     | Medalla de plata  | Equipo |